# Большой Чивыркуй
Большо́й Чивырку́й (бур. Ехэ Шэбэрхγγ) — река в России, в Баргузинском районе Бурятии. Впадает в озеро Байкал на высоте 456 м.

## География
Длина реки — 39 км. Берёт начало на западном склоне водораздела Баргузинского хребта на высоте около 2000 м. Течёт на запад по территории Забайкальского национального парка. Впадает в северо-восточную часть Чивыркуйского залива у бывшего рыболовецкого посёлка Чивыркуй.
Притоки: Докиншина, Маркушкина, Дубори.

## Данные водного реестра
По данным государственного водного реестра России и геоинформационной системы водохозяйственного районирования территории РФ, подготовленной Федеральным агентством водных ресурсов:
- Бассейновый округ — Ангаро-Байкальский
- Речной бассейн — бассейны малых и средних притоков средней и северной части озера Байкал
- Речной подбассейн — отсутствует
- Водохозяйственный участок — бассейны рек средней и северной части озера Байкал от восточной границы бассейна реки Ангары до северо-западной границы бассейна реки Баргузин